# Narberth, Pennsylvania
Narberth là một thị trấn thuộc quận Montgomery, tiểu bang Pennsylvania, Hoa Kỳ. Năm 2010, dân số của thị trấn này là 4282 người.